# Rhomborhina aokii
Rhomborhina aokii är en skalbaggsart som beskrevs av Sakai 1993. Rhomborhina aokii ingår i släktet Rhomborhina och familjen Cetoniidae. Inga underarter finns listade i Catalogue of Life.